# Escuadra (La Lama)
Escuadra (oficialmente San Lourenzo de Escuadra) es una parroquia española del municipio de La Lama, perteneciente a la provincia de Pontevedra, en la comunidad autónoma de Galicia. En 2023, tenía empadronados 158 habitantes.